# Курсел ан Бароа
Курсел ан Бароа (фр. Courcelles-en-Barrois) насеље је и општина у североисточној Француској у региону Лорена, у департману Меза која припада префектури Комерси.
По подацима из 2011. године у општини је живело 31 становника, а густина насељености је износила 4,26 становника/km². Општина се простире на површини од 7,27 km². Налази се на средњој надморској висини од 354 метара (максималној 357 m, а минималној 268 m).

## Демографија
| 1962. | 1968. | 1975. | 1982. | 1990. | 1999. | 2011. |
| ----- | ----- | ----- | ----- | ----- | ----- | ----- |
| 22    | 31    | 30    | 36    | 48    | 38    | 31    |

График промене броја становника у току последњих година